# Pfändung
Die Pfändung (in Österreich auch Exekution genannt) ist ein gesetzlich geregeltes Instrument der Zwangsvollstreckung. Sie bezeichnet die hoheitliche Beschlagnahme und Verwertung von beweglichen Sachen des Schuldners einer Geldforderung zum Zwecke der Befriedigung des die Zwangsvollstreckung betreibenden Gläubigers. Ebenfalls unter eine Pfändung fällt die Zwangsvollstreckung wegen einer Geldforderung in Geldforderungen, die Zwangsvollstreckung wegen einer Geldforderung in Ansprüche auf Herausgabe oder Leistung körperlicher Sachen und die Zwangsvollstreckung wegen einer Geldforderung in andere Vermögensrechte. Die Pfändung dient damit der Durchsetzung eines Rechts.
Vor einer Pfändung hat der Gerichtsvollzieher den Schuldner zur  Begleichung seiner Schuld aufzufordern. Zudem sind bestehende Pfändungsverbote zu beachten und die Grundrechte des Schuldners zu wahren, indem gewährleistet wird, dass diesem der gesetzlich vorgesehene Pfändungsfreibetrag für das Existenzminimum verbleibt, um ihm ein menschenwürdiges Leben zu sichern.

## Deutschland

### Voraussetzungen
Sofern der Schuldner eine fällige Forderung nicht begleicht, kann der Gläubiger gerichtliche Hilfe zur zwangsweisen Durchsetzung seines Rechts in Anspruch nehmen. Voraussetzung für die Zwangsvollstreckung ist ein vollstreckbarer Titel (§ 704 ZPO) mit Vollstreckungsklausel (§ 725 ZPO) und Zustellung an den Schuldner. Den vollstreckbaren Titel ersetzt im öffentlichen Recht die Vollstreckungsanordnung. Der Gerichtsvollzieher hat vor einer Pfändung darauf hinzuwirken, dass er den Schuldner zur freiwilligen Leistung auffordert (§ 754 ZPO, § 105 Nr. 2 GVGA).
Voraussetzung für die Zwangsvollstreckung in das bewegliche Vermögen des Schuldners ist ein ordnungsgemäßer Antrag beim örtlich wie funktionell zuständigen Gerichtsvollzieher (§ 808 Abs. 1 ZPO, § 20 GVO). Verstöße gegen die funktionelle Zuständigkeit führen nach h. M. zur Nichtigkeit der Maßnahme.
Die Zwangsvollstreckung wegen einer Geldforderung in Geldforderungen setzen gemäß § 829 ff. ZPO einen schriftlichen oder zu Protokoll der Geschäftsstelle eingereichten Antrag voraus, der die zu pfändende Forderung nach Gläubiger, Schuldner, Schuldgegenstand und Schuldgrund eindeutig bestimmt. Zumindest müssen die Kriterien gemäß den Grundsätzen der Auslegbarkeit (§ 133 BGB) bestimmbar sein. Für Vollstreckungsbescheide, die selbst bereits einem vereinfachten Verfahren folgen, ist gemäß § 829a ZPO ein vereinfachter Vollstreckungsantrag vorgesehen. Funktional zuständig ist in diesen Fällen (gemäß § 828 Abs. 1, § 764 Abs. 1, § 802 ZPO, § 20 Nr. 17 RPflG) das Amtsgericht als Vollstreckungsgericht (Rechtspfleger). Zu beachten ist das Rechtsschutzbedürfnis des Gläubigers, das nicht gegeben ist, wenn die Forderung abgetreten ist oder ein einfacherer und schnellerer Weg durch Aufrechnung indiziert ist.
Gleiches gilt für die Zwangsvollstreckungen wegen Geldforderungen in Ansprüche auf Herausgabe oder Leistung körperlicher Sachen (§ 846 ff. ZPO) und in andere Vermögensrechte (§ 857 ff. ZPO).

### Pfändungsarten
Die Pfändung unterscheidet nach der Art des Pfandobjektes:
- Bewegliche Sachen werden im Wege der Sachpfändung durch den Gerichtsvollzieher in Besitz genommen (vgl. etwa § 74 Geschäftsanweisung für Gerichtsvollzieher GVGA NRW). Das gilt insbesondere für Geld, Wertsachen und Wertpapiere. Weniger mobile Sachen belässt er beim Schuldner (§ 808 Abs. 2 ZPO) und macht sie durch Anbringen eines Pfandsiegels kenntlich. Sachen, die sich nicht im Gewahrsam des Schuldners befinden, können vom Gerichtsvollzieher gepfändet werden, wenn der Gewahrsamsinhaber zur Herausgabe der Sachen bereit oder wenn der Gläubiger selbst Gewahrsamsinhaber ist (vgl. etwa § 70 Abs. 2 GVGA NRW). Dabei muss der Gerichtsvollzieher grundsätzlich nicht prüfen, ob sich diese Sachen im Eigentum des Schuldners befinden (vgl. etwa § 71 Abs. 1 GVGA NRW), da allein auf das Gewahrsamsverhältnis und nicht auf die materielle Rechtslage abgestellt wird. Bei der Taschenpfändung wird der Schuldner insbesondere nach pfändbarem Geld körperlich durchsucht. Ausnahmsweise stehen dem Gerichtsvollzieher die Austauschpfändung und die Vorwegpfändung an sich unpfändbarer Sachen zur Verfügung.

- Forderungen oder Rechte: Die Pfändung von Forderungen und anderen Vermögensrechten geschieht in der Regel durch einen vom Vollstreckungsgericht erlassenen Pfändungs- und Überweisungsbeschluss, im öffentlichen Recht mittels einer durch die Vollstreckungsbehörde erlassenen Pfändungsverfügung. Auch Domains sind nach Ansicht des BGH pfändbar.[1]

#### Pfändung beweglicher Sachen
Der konkrete Ablauf einer Pfändung von Sachen im Sinne der §§ 90 ff. BGB ist allgemein in den §§ 753 ff. ZPO sowie der von den Landesjustizverwaltungen erlassenen einheitlichen landesrechtlichen Gerichtsvollziehergeschäftsanweisung (GVGA) geregelt. Einschränkungen bestehen dann, wenn sie im Haftungsverband (§§ 1120 ff. BGB) einer Hypothek stehen (§ 865 ZPO). Bei einer § 865 ZPO entgegenstehenden Pfändung ist diese nichtig.
Die Sachpfändung wird von einem Gerichtsvollzieher (im privatrechtlichen Interesse) und von einem Vollziehungsbeamten (im öffentlichen Rechtsinteresse) durchgeführt. Zu beachten ist der Pfändungsschutz, siehe Aufstellung in § 811 ZPO.
Ablauf und Wirkung der Pfändung
Sich im Gewahrsam des Schuldners befindliche Sachen erhalten ein Pfandsiegel, den sogenannten Kuckuck. Der Vollziehungsbeamte lotet den Wert des Gegenstandes gegen die durch eine Pfändung entstehenden Kosten aus, da auch diese vom Schuldner zu begleichen sind. Führt der Schuldner Bargeld mit sich, erfolgt die Taschenpfändung. Rechtlich bewirkt die Pfändung Verstrickung der gepfändeten Sache und die Entstehung eines Pfändungspfandrechts. Die erweiterten Rechte machen den Gläubiger jetzt zum Pfändungspfandgläubiger.
Die Pfändung einer bereits gepfändeten Sache (nicht einer Forderung) für eine weitere Geldforderung, ist die sogenannte Anschlusspfändung. Dabei kommen der die Pfändung betreibende oder ein dritter Gläubiger in Betracht (§ 826 ZPO). Bei mehreren Gläubigern kann nach § 827 ZPO jeder Gläubiger die Verwertung selbst betreiben, wobei der erste Pfändungspfandgläubiger grundsätzlich Befriedigungsvorrang hat. Die Zuständigkeit liegt beim Gerichtsvollzieher des ersten Zugriffs.
Wie die Pfändung konkret abzulaufen hat, ist in Deutschland nur rudimentär geregelt. Da ein „Gerichtsvollziehergesetz“ bislang fehlt, ergeben sich Legitimation und Tätigkeit des Gerichtsvollziehers aus § 154 GVG (Gerichtsverfassungsgesetz) und vor allem den §§ 753 ff. ZPO. Bundeseinheitlich gilt die von den Landesjustizverwaltungen erlassene einheitliche Gerichtsvollziehergeschäftsanweisung (GVGA). Sie regelt die Art und Weise der Zwangsvollstreckung, ihre Beachtung ist Amtspflicht des Gerichtsvollziehers. Pflichtverletzungen, das sind in der Praxis insbesondere unterlassene Vollstreckungsmaßnahmen, Überpfändungen oder die Vollstreckung unpfändbarer Sachen, können zu Schadensersatzansprüchen des betroffenen Gläubigers oder Schuldners aus Amtshaftung gemäß § 839 BGB führen.
In der Literatur wird zum Teil kritisiert, dass die Bestimmungen zur Sachpfändung (§§ 811, 811a ZPO) seit 1877 praktisch unverändert geblieben sind und nur von Fall zu Fall durch die Rechtsprechung angepasst bzw. ausgelegt werden. Damit bestehe in diesem gesamten Gebiet erhebliche Rechtsunsicherheit, von der zunehmend weite Bevölkerungskreise betroffen seien.
Verwertung
Gepfändete Sachen werden öffentlich versteigert (§ 814 ZPO), entweder vor Ort oder als allgemein zugängliche Versteigerung im Internet über eine Versteigerungsplattform, gepfändetes Geld ist dem Gläubiger abzuliefern (§ 815 Abs. 1, 3 ZPO) oder zu hinterlegen (§ 815 Abs. 2 ZPO), gepfändete Wertpapiere sind, wenn sie einen Börsen- oder Marktpreis haben, von dem Gerichtsvollzieher aus freier Hand zum Tageskurs zu verkaufen (§ 821 ZPO). Bei der Verwertung ungetrennter Früchte hat der Gerichtsvollzieher die Aberntung bewirken zu lassen (§ 824 ZPO). Auf Antrag des Gläubigers oder des Schuldners kann der Gerichtsvollzieher eine gepfändete Sache auch in anderer Weise verwerten, etwa dem Gläubiger selbst oder einer von dem Gläubiger benannten Person zu Eigentum übertragen (§ 825 Abs. 1 ZPO).
Die Versteigerung beginnt mit dem Mindestgebot. Aus dem Erlös der Versteigerung werden die Ansprüche der Gläubiger bis zur titulierten Höhe der Forderung befriedigt. Die Erlösverteilung erfolgt kraft Eigentum begründenden Hoheitsakts. Mehrere Gläubiger werden in der Reihenfolge des Rangs ihrer Pfändungspfandrechte befriedigt (§ 804 Abs. 3 ZPO). Einen übrig bleibenden Überschuss erhält der Schuldner.

#### Pfändung von Forderungen und anderen Vermögensrechten
Die Pfändung von Forderungen und anderen Vermögensrechten ist in §§ 828 ff., § 846 ff. und § 857 ff. ZPO geregelt. Sie erfolgt im deutschen Privatrecht in der Regel durch einen vom Vollstreckungsgericht erlassenen Pfändungs- und Überweisungsbeschluss, im öffentlichen Recht mittels einer durch die Vollstreckungsbehörde erlassenen Pfändungsverfügung. Auch Domains sind nach Ansicht des BGH pfändbar.
Unter „andere Vermögensrechte“ fallen beispielhaft Bruchteilsgemeinschaften an beweglichen Sachen oder Grundstücken (§ 741 ff. BGB), der Nießbrauch an einem Grundstück, Miterbenanteile oder Geschäftsanteile an Personen(handels-)gesellschaften wie einer GbR, oHG oder KG, aber auch Anwartschaftsrechte auf Eigentumserwerb an einer beweglichen Sache (hinsichtlich der Vollstreckung allerdings streitig) bzw. Nutzungsrechte des Leasingnehmers.

### Pfändungsfreigrenzen
| von                                       | bis                                       | Unterhaltsberechtigte | Unterhaltsberechtigte | Unterhaltsberechtigte | Unterhaltsberechtigte | Unterhaltsberechtigte | Unterhaltsberechtigte | volle Pfändung ab Höchstbetrag |
| von                                       | bis                                       | 0                     | 1                     | 2                     | 3                     | 4                     | ≥ 5                   | volle Pfändung ab Höchstbetrag |
| ----------------------------------------- | ----------------------------------------- | --------------------- | --------------------- | --------------------- | --------------------- | --------------------- | --------------------- | ------------------------------ |
| 1. Januar 2002                            | 30. Juni 2005                             | 0930                  | 1280                  | 1475                  | 1670                  | 1865                  | 2060                  | 2851                           |
| 1. Juli 2005                              | 30. Juni 2011                             | 0990                  | 1360                  | 1570                  | 1770                  | 1980                  | 2190                  | 3020                           |
| 1. Juli 2011                              | 30. Juni 2013                             | 1030                  | 1420                  | 1640                  | 1850                  | 2070                  | 2280                  | 3118                           |
| 1. Juli 2013                              | 30. Juni 2015                             | 1045                  | 1438                  | 1657                  | 1876                  | 2095                  | 2314                  | 3166                           |
| 1. Juli 2015                              | 30. Juni 2017                             | 1074                  | 1480                  | 1710                  | 1930                  | 2160                  | 2380                  | 3292                           |
| 1. Juli 2017                              | 30. Juni 2019                             | 1140                  | 1570                  | 1800                  | 2040                  | 2280                  | 2520                  | 3476                           |
| 1. Juli 2019                              | 30. Juni 2021                             | 1180                  | 1630                  | 1870                  | 2120                  | 2370                  | 2620                  | 3613                           |
| 1. Juli 2021                              | 30. Juni 2022                             | 1253                  | 1724                  | 1987                  | 2249                  | 2512                  | 2774                  | 3840                           |
| 1. Juli 2022                              | 30. Juni 2023                             | 1330                  |                       |                       |                       |                       |                       |                                |
| 1. Juli 2023                              | 30. Juni 2024                             | 1409,99               |                       |                       |                       |                       |                       |                                |
| 1. Juli 2024                              | 30. Juni 2025                             | 1491,75               | 2060                  | 2370                  | 2680                  | 3000                  | 3310                  | 4573,10                        |
| 1. Juli 2025                              | 30. Juni 2026                             | 1555                  | 2150                  | 2470                  | 2800                  | 3120                  | 3450                  | 4767                           |
| Pfändungsfreier Anteil über dieser Grenze | Pfändungsfreier Anteil über dieser Grenze | 30 %                  | 50 %                  | 60 %                  | 70 %                  | 80 %                  | 90 %                  | 0 %                            |

Pfändungsfreigrenzen schützen in Deutschland das Existenzminimum von Schuldnern. Gemäß § 850c ZPO wird festgelegt, welcher Teil des Arbeitseinkommens unpfändbar ist, um die grundlegenden Lebenshaltungskosten zu sichern und welchen einen Teil seines monatlichen Nettoeinkommens er behalten darf. Die Höhe der Pfändungsfreigrenzen ist nach der Anzahl der Unterhaltspflichten des Schuldners (Arbeitnehmer) gestaffelt.
- Einkommen unter der Freigrenze bleibt frei von Pfändung.
- Einkommen, das über der Freigrenze und unterhalb des Höchstbetrags liegt, bleibt zu den angegebenen Prozentsätzen unpfändbar.
- Einkommen über dem Höchstbetrag wird voll gepfändet.

Der pfändungsfreie Betrag kann auf Antrag des Schuldners erhöht werden, wenn er ansonsten den notwendigen Lebensunterhalt nicht sicherstellen kann (§ 850f ZPO), wie bei mehr als fünf unterhaltsberechtigten Personen, hohen Unterkunftskosten, Diätverpflegung (§ 850f ZPO).
Einkommen aus Überstunden ist nur zu 50 Prozent, Urlaubsgeld ist überhaupt nicht pfändbar. Die Jahresgratifikation (Weihnachtsgeld) ist bis zur Hälfte des monatlichen Arbeitseinkommens, maximal aber bis 500 Euro, unpfändbar. Eine Reihe weiterer Einkunftsarten ist nicht oder nur unter besonderen Umständen pfändbar (wie Blindenzulagen, Schmerzensgeldrenten (§ 850a, § 850b ZPO)).
Berechnungsbeispiel (ohne Unterhaltszahlung, ohne o. g. Ausnahmen): Bei einem monatlichen Nettoeinkommen in Höhe von 2600 € beträgt der Pfändungsfreibetrag 1868,50 €. Pfändbar sind gemäß Tabelle 731,50 €.
Am 1. Juli jedes Jahres ändern sich die Pfändungsfreigrenzen entsprechend der prozentualen Änderung des steuerlichen Grundfreibetrags nach § 32a Abs. 1 Nr. 1 des Einkommensteuergesetzes (EStG) in der am 1. Januar des jeweiligen Jahres geltenden Fassung.

### Pfändungsschutz
Für einen Pfändungsschutz bei Kontopfändungen nach §§ 829, 833a ZPO wird in Deutschland seit dem 1. Januar 2012 ein Pfändungsschutzkonto (kurz P-Konto) benötigt. Jede Bank in Deutschland ist deshalb (im Rahmen einer Übergangsregelung zur Vorbereitung des neuen Kontopfändungsschutzrechts ab dem 1. Januar 2012) seit dem 1. Juli 2010 gesetzlich verpflichtet, auf Wunsch eines Kunden (nur bei einer natürlichen Person) ein bereits bestehendes Konto in ein Pfändungsschutzkonto umzuwandeln. Dadurch sind Kontosperrungen bis zu einem gesetzlich geregelten sog. Pfändungsschutzbetrag (und für einen bestimmten Zeitraum) nicht mehr möglich. Je Person ist nur ein P-Konto möglich. Pfändungsfreie Sozialleistungen und Unterhaltspflichten erhöhen dabei den Pfändungsfreibetrag nur dann, wenn der P-Kontoinhaber dies gegenüber seiner kontoführenden Bank unter Vorlagen von Nachweisen beantragt hat.

### Rechtsbehelfe
Gegen das Vorgehen des Gerichtsvollziehers bei der Pfändung kann der Schuldner mit der Vollstreckungserinnerung nach § 766 ZPO vorgehen. Möchte sich der Schuldner gegen den der Pfändung zugrundeliegenden titulierten Anspruch wenden, kann er Vollstreckungsgegenklage gemäß § 767 ZPO erheben.
Da bei der Pfändung in das bewegliche Vermögen durch den Gerichtsvollzieher die Eigentumslage von ihm nicht geprüft wird, kommt es durchaus vor, dass etwas gepfändet wird, das dem Schuldner nicht gehört. Für solch einen Fall hat die deutsche Zivilprozessordnung Rechtsbehelfe vorgesehen, die dem tatsächlichen Eigentümer zu seinem Recht verhelfen. Aufgrund von § 771 ZPO – der sogenannten Drittwiderspruchsklage – kann der Eigentümer auf gerichtlichem Weg sein Recht einfordern. Voraussetzung dafür ist, dass die Zwangsvollstreckung schon begonnen hat – in der Regel mit Pfändung – und nicht beendet ist, sowie die Beeinträchtigung des Eigentums an einer Sache oder eines eigentumsähnlichen Rechts. Hat die Klage Erfolg, so spricht das Gericht in seinem Urteilstenor die Unzulässigkeit der Pfändung aus und stellt die Zwangsvollstreckung bezüglich des Gegenstandes ein. Inhaber eines Pfand- oder Verwertungsrechts vor Pfändung in der Zwangsvollstreckung können ihre Rechte ebenfalls im Wege der Klage geltend machen. Der Unterschied besteht jedoch darin, dass Inhaber eines Pfand- oder Verwertungsrechts die Zwangsvollstreckung nicht verhindern sollen können. Vielmehr wird diesen im Wege der Klage auf vorzugsweise Befriedigung gemäß § 805 ZPO aus dem Erlös der Versteigerung ein privilegierter Rang im Verhältnis zu den übrigen Gläubigern eingeräumt.

## Österreich
Das Exekutionsverfahren ist als Vollstreckungsverfahren ein Zivilverfahren.

## Schweiz
Im Schweizer Recht wird eine Anwesenheitspflicht des Schuldners bei der Pfändung stipuliert (Art. 91 Abs. 1 Ziff. 1 SchKG). Dem Gläubiger wird nach erfolgloser oder unzureichender Pfändung ein Verlustschein ausgestellt, mit dem er später seine Forderung geltend machen kann, sollte der Schuldner wieder zu Vermögen kommen.